# Abel Prieto

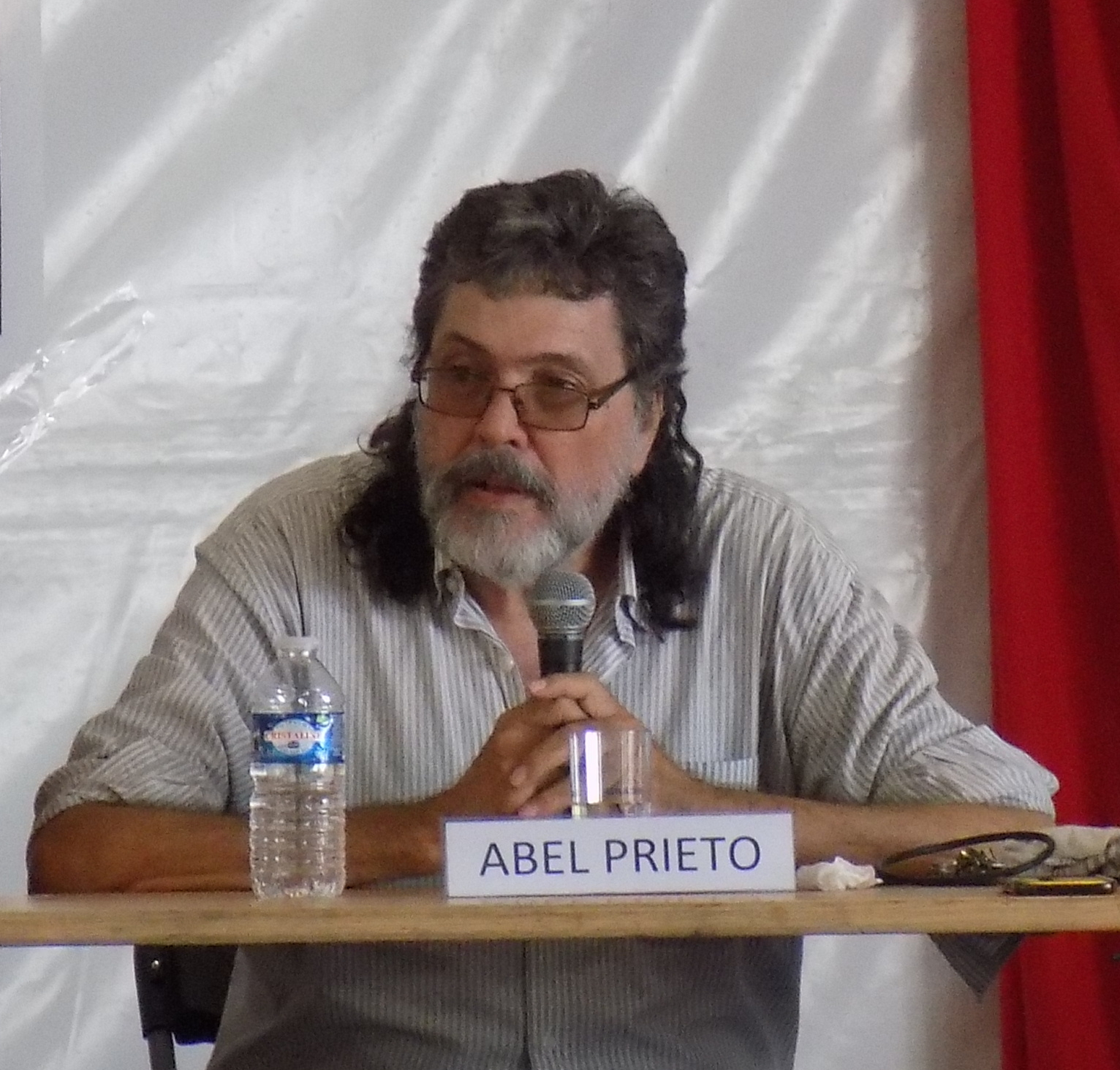
Abel Prieto im Jahr 2019

Abel Prieto Jiménez (* 11. November 1950 in Pinar del Río) ist ein kubanischer Politiker und Schriftsteller. Er war von 1997 bis 2012 Kulturminister Kubas. Zwischen  Juli 2016 und Juli 2018 war er es erneut. Dazwischen war er von März 2012 bis Juli 2016 Berater des kubanischen Präsidenten Raúl Castro. Seit dem 4. September 2018 ist der Direktor des Büros des Martí-Programms. Abel Prieto ist Abgeordneter des kubanischen Parlaments.

## Leben
Abel Prieto studierte Spanische Sprache und Literatur an der Universität von Havanna und war dort später als Professor tätig. Er war Direktor des Verlages Letras Latinas und wurde später zum Vorsitzenden der Union der Schriftsteller und Künstler Kubas, dem Dachverband der Kulturschaffenden Kubas. 1997 wurde er Kulturminister und blieb bis 2012 im Amt. Danach wurde er Berater von Raúl Castro, offizieller Titel: Asesor del Presidente de los Consejos de Estado y de Ministros (Berater des Präsidenten des Staats- und Ministerrates). Im Juli 2016 übernahm er wieder (vorübergehend) das Amt des Kulturministers von Julián González Toledo. Prieto dagegen gilt als einer der besten Kulturminister, die Kuba jemals hatte, der die Zügel an sich riss, wenn es Streit unter der Künstlerschaft Kubas gab, sie aber in Zeiten der Ruhe wieder locker ließ. Auch ist er in der Lage, seine Meinung gegenüber der Obrigkeit auszusprechen, auch wenn sie nicht mit deren Ansicht übereinstimmt.
1999 veröffentlichte er den Roman El vuelo del gato der sich zwischen Fiktion und Essay bewegt. Der Roman war Gewinner des Kritikerpreises 2001 und wurde später auch in Spanien verlegt.
Außerdem schrieb Prieto mehrere Bände mit Kurzgeschichten, unter anderem Los bitongos y los guapos (1980) und Noche de sábado (1989).
Auf der XXI. Buchmesse von Havanna präsentierte er am 13. Februar 2012 seinen zweiten Roman Viajes de Miguel Luna.